# The Forbidden Marriage
The Forbidden Marriage (en hangul, 금혼령, 조선 혼인 금지령; romanización revisada del coreano: Geumhollyeong, Joseon's Marriage Ban) es una serie de televisión surcoreana dirigida por Park Sang-woo y Jeong Hoon, y protagonizada por Park Ju-hyun, Kim Young-dae y Kim Woo-seok. Se emitió por el canal MBC desde el 9 de diciembre de 2022 hasta el 21 de enero de 2023, los viernes y sábados a las 21:50 (hora local coreana).

## Sinopsis
La serie está basada en una novela web del mismo título. Gira en torno a un rey de la dinastía Joseon de Corea llamado Lee Heon (Kim Young-dae), que siete años atrás había prohibido todos los matrimonios en el reino después de la muerte de su esposa. Pero un día conoce a una estafadora (Park Ju-hyun) que lo engaña haciéndole creer que el espíritu de su difunta esposa todavía existe dentro del palacio real.

## Reparto

### Principal
- Park Ju-hyun como Ye So-rang.[2][3][4]
- Kim Young-dae como Lee Heon.[3][5]
- Kim Woo-seok como Lee Shin-won.[3][6]

### Secundario
- Choi Deok-moon como Gwaeng-i.[1]
- Kim Min-ju como la princesa heredera Ahn (Ahn Ja-yeon) y después como Cha-nyeon.[7][8][9]
- Jung Bo-min como Hae-young.[10][11]
- Yang Dong-geun como Jo Seong-gyun, juez de la corte.[1][12]
- Seo Jin-won como Kwon Rip.[12]
- Jeon Jin-oh como Na Sang-ju.[12]
- Lee Doo-seok como Kim Ui-jun, oficial de la guardia.[12]
- Lee Hyun-geol como Se-jang, la persona más cercana al rey Heon, lo ha estado sirviendo desde que era un niño.[12]
- Hwang Jung-min como dama de la corte y niñera del príncipe heredero.[13]
- Kim Min-sang como primer secretario Kim Seol-rok.[14]
- Jo Seung-yeon como Lee Jeong-hak.[12]
- Park Sun-young como Seo Woon-jeong.[1][12][15]
- Song Ji-woo como Ye Hyun-hee, hermanastra de So-rang e hija de Seo Woon-jeong.[16]
- Um Hyo-sup como Ye Hyun-ho.[12]
- Cha Mi-kyung como la Gran Reina Viuda.[12]
- Yoon Jeong-hun como Ja Chun-seok, subordinado de Lee Shin-won.[17]
- Lee Jeong-hyun como Oh Deok-hoon.[18]
- Kim Min-seok como Wang-bae.[19]
- Hong Si-young como Jung Do-seok.[12][20]
- Lee Yoo-kyung como Soo-hyang.[12]
- Jo Soo-min como Hwa-yoon, la ayudante de So-rang.[21]
- Yoon Tae-in como Bae Yong-bae.[22]

### Apariciones especiales
- Park Kyung-ri como Cho-ran, una mujer que tiene una misión secreta y entra al palacio disfrazada de dama de la corte.[23][24]
- Han Sang-jin como Ahn Ji-hyung, el padre de la princesa heredera Ahn.[25]
- No Min-woo como Banju Bantan.[26]

## Producción
La serie está basada en un webserial del mismo título y escrito por la misma guionista Chun Ji-hye, que también tuvo una versión como webtoon.
Los tres protagonistas fueron anunciados el 14 de junio de 2022. El 12 de octubre se publicaron imágenes de la primera lectura del guion con los directores, la guionista y el reparto de actores.
El 8 de diciembre se presentó la serie en conferencia de prensa en la sucursal de CGV en el Yongsan l’Park Mall (Seúl).

## Banda sonora original
| Parte | Fecha de publicación    | N.º | Título                                              | Letra            | Música                       | Artista                  | Duración |
| ----- | ----------------------- | --- | --------------------------------------------------- | ---------------- | ---------------------------- | ------------------------ | -------- |
| 1     | 17 de diciembre de 2022 | 1   | «How Can I Forget You» (어찌 잊으라 하시오)         | Dong Woo-seok    | Dong Woo-seok, Yoo Jung-hyun | Seo Eun-kwang (BtoB)     | 4:35     |
| 1     | 17 de diciembre de 2022 | 2   | «How Can I Forget You» (어찌 잊으라 하시오) (inst.) |                  | Dong Woo-seok, Yoo Jung-hyun |                          | 4:35     |
| 2     | 24 de diciembre de 2022 | 1   | «Do You Know That» (알고 있나요)                    | Noah (Galactika) | Athena (Galactika)           | Eunha                    | 3:33     |
| 2     | 24 de diciembre de 2022 | 2   | «Do You Know That» (알고 있나요) (inst.)            |                  | Athena (Galactika)           |                          | 3:33     |
| 3     | 7 de enero de 2023      | 1   | «The Wall» (벽)                                     | GDLO (MonoTree)  | GDLO (MonoTree), Lee Gi-chul | Kim Min-seok (MeloMance) | 4:02     |
| 3     | 7 de enero de 2023      | 2   | «The Wall» (벽) (inst.)                             |                  | GDLO (MonoTree), Lee Gi-chul |                          | 4:02     |
| 4     | 14 de enero de 2023     | 1   | «Can You Hear Me» (혹시라도 들릴까)                 | Kim Won          | Kim Won, Takey               | Lee Ah-young             | 4:13     |
| 4     | 14 de enero de 2023     | 2   | «Can You Hear Me» (혹시라도 들릴까) (inst.)         |                  | Kim Won, Takey               |                          | 4:13     |

## Audiencia
| Temporada | Temporada | Episodio número | Episodio número | Episodio número | Episodio número | Episodio número | Episodio número | Episodio número | Episodio número | Episodio número | Episodio número | Episodio número | Episodio número | Promedio |
| Temporada | Temporada | 1               | 2               | 3               | 4               | 5               | 6               | 7               | 8               | 9               | 10              | 11              | 12              | Promedio |
| --------- | --------- | --------------- | --------------- | --------------- | --------------- | --------------- | --------------- | --------------- | --------------- | --------------- | --------------- | --------------- | --------------- | -------- |
|           | 1         | 798             | —               | 616             | —               | 675             | —               | 917             | —               | 858             | 671             | 915             | 905             | –        |

| Episodio | Fecha de emisión        | Índices de audiencia | Índices de audiencia |
| Episodio | Fecha de emisión        | Nacional             | Seúl                 |
| --- | ----------------------- | -------------------- | -------------------- |
| 1 | 9 de diciembre de 2022  | 4,6 % (17.ª)         | 4,6 % (16.ª)         |
| 2 | 10 de diciembre de 2022 | 3,4 % (22.ª)         | —                    |
| 3 | 16 de diciembre de 2022 | 3,5 % (20.ª)         | 3.8 % (18.ª)         |
| 4 | 17 de diciembre de 2022 | 3 % (25.ª)           | —                    |
| 5 | 23 de diciembre de 2022 | 4 % (20.ª)           | 3.8 % (19.ª)         |
| 6 | 24 de diciembre de 2022 | 3,1 % (22.ª)         | —                    |
| 7 | 6 de enero de 2023      | 4,9 % (14.ª)         | 4,5 % (16.ª)         |
| 8 | 7 de enero de 2023      | 3,2 % (23.ª)         | —                    |
| 9 | 13 de enero de 2023     | 4,7 % (16.ª)         | 4,6 % (15.ª)         |
| 10 | 14 de enero de 2023     | 3,8 % (20.ª)         | 3,9 % (16.ª)         |
| 11 | 20 de enero de 2023     | 4,8 % (14.ª)         | 4.9 % (12.ª)         |
| 12 | 21 de enero de 2023     | 4,7 % (11.ª)         | 4,7 % (11.ª)         |
| Promedio | Promedio                | 4 %                  | – %                  |
| - En la tabla, los números azules representan los índices de audiencia más bajos y los números rojos representan los más altos. |                         |                      |                      |

## Premios y nominaciones
| Año  | Premio           | Categoría                                   | Candidato                    | Resultado | Ref.   |
| ---- | ---------------- | ------------------------------------------- | ---------------------------- | --------- | ------ |
| 2022 | MBC Drama Awards | Premio a la excelencia, actor en miniserie  | Kim Young-dae                | Ganador   | [ 38 ] |
| 2022 | MBC Drama Awards | Premio a la excelencia, actriz en miniserie | Park Ju-hyun                 | Ganadora  | [ 38 ] |
| 2022 | MBC Drama Awards | Mejor actor de reparto                      | Yang Dong-geun               | Nominado  | [ 38 ] |
| 2022 | MBC Drama Awards | Mejor actriz de reparto                     | Hwang Jung-min               | Nominada  | [ 38 ] |
| 2022 | MBC Drama Awards | Mejor actor revelación                      | Kim Woo-seok                 | Nominado  | [ 38 ] |
| 2022 | MBC Drama Awards | Mejor actriz revelación                     | Kim Min-ju                   | Ganadora  | [ 38 ] |
| 2022 | MBC Drama Awards | Mejor pareja                                | Kim Young-dae y Park Ju-hyun | Nominados | [ 38 ] |